# Kirkkosalmi, Rimito
Kirkkosalmi är en vik i Finland. Den ligger i Rimito i landskapet Egentliga Finland, i den sydvästra delen av landet, 160 km väster om huvudstaden Helsingfors.
Kirkkosalmi börjar vid Rimito kyrka och löper först mot nordöst och böjer av mot öst för att ansluta till Tärpänänaukko och Karhuaukko. I norr har Kirkkosalmi förbindelse med Ruokorauma genom Vähäsalmi.